# Lutz Lachenmayer

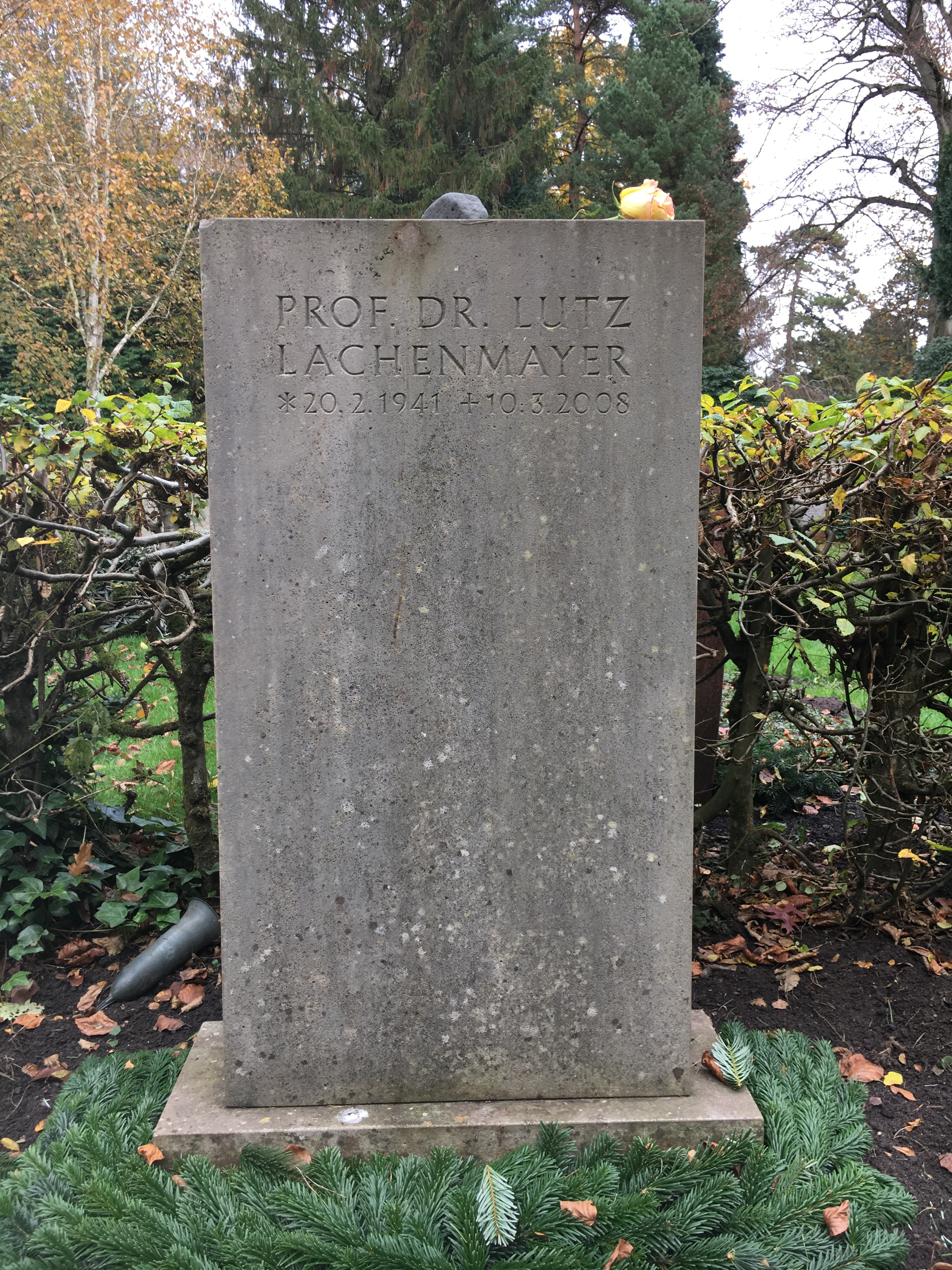
Grabstätte Lutz Lachenmayer auf dem Friedhof Ohlsdorf

Lutz Lachenmayer (* 20. Februar 1941 in Göppingen; † 10. März 2008) war ein deutscher Mediziner. Er galt als Experte für die Parkinson-Krankheit.

## Leben
Lachenmayer studierte Medizin an der Eberhard Karls Universität Tübingen und der Universität Hamburg. 1969 wurde er approbiert. Er war zunächst am Anatomischen Institut am Universitätsklinikum Hamburg-Eppendorf tätig und von 1972 bis 1990 an der dortigen Neurologie. 1980 habilitierte er sich mit der Schrift Untersuchungen zur Anatomie und Physiologie des zentralen Serotoninsystems. 1990 erhielt er einen Ruf als Professor an die Universität Hamburg und wurde zudem Chefarzt der Neurologie der jetzigen Asklepios Kliniken Hamburg-Barmbek. 2006 wurde er emeritiert.
Er hat mehrere Bücher wie Therapie der Parkinson-Erkrankung oder Das Restless-Legs-Syndrom verfasst.
Lachenmayer starb an den Folgen eines Herzinfarktes. Er hinterließ seine Frau und zwei Söhne. Seine letzte Ruhestätte fand er auf dem Hamburger Friedhof Ohlsdorf im Planquadrat U 8.

## Wirken
Er beschäftigte sich insbesondere mit extrapyramidalen motorischen Syndromen, besonders der Parkinson-Krankheit, auch „Morbus Parkinson“ (Schüttellähmung), sowie der Muskelschwächeerkrankung Myasthenia gravis pseudoparalytica. Er engagierte sich an Forschungsprojekten wie der telemetrischen Videodiagnostik von Gang- und Bewegungsbildern bei Patienten mit Parkinson.
Er war unter anderem Redakteur für Neurologie in der Redaktion der Asklepios-Ärztezeitschrift „medtropole“.

## Ehrungen und Auszeichnungen
- Aufnahme in die New York Academy of Sciences (NYAS) (1977)